# Щербо Алла Борисівна

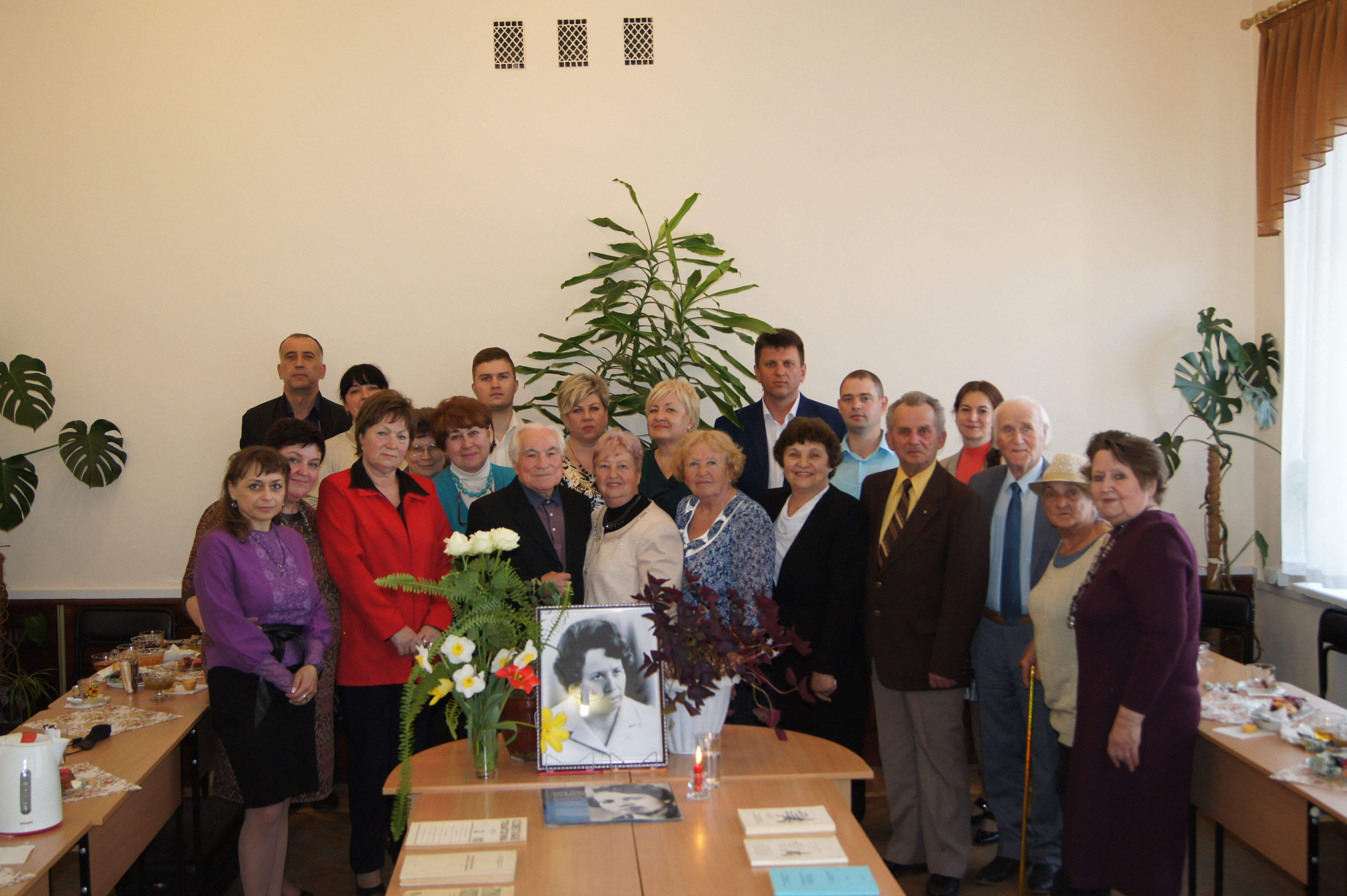
Педагогічні читання до 90-річчя з дня народження А.Б.Щербо

Щербо Алла Борисівна (18 квітня 1928, Ленінград, РРФСР —  22 січня 2016 р., Вінниця, Україна) — радянський, український педагог. Доктор педагогічних наук (1984). Професор (1987). Відмінник народної освіти УРСР (1982). Знаний фахівець у галузі проблем естетичного виховання дітей та молоді.
Науково-педагогічна діяльність пов'язана з Вінницьким державним педагогічним університетом імені Михайла Коцюбинського. Працювала деканом факультету учителів початкових класів (1962—1972), доцентом кафедр  педагогіки і психології (1957—1961), філософії (1961—1980), професором кафедр етики, естетики та наукового атеїзму (1980—1990), української та зарубіжної культури (1990—1999).

## Життєпис
Народилась 18.04.1928 р. у сім'ї військових лікарів. Батько (полковник Щербо Борис Васильович) під час Другої Світової війни був начальником евакопункту, пізніше — начмедом військового санаторію, далі завідувачем військової кафедри Вінницького медичного інституту імені М.І.Пирогова. Нагороджений Орденом Леніна, двома орденами  Червоної зірки та ін. Мати (Казанська Іраїда Григорівна) працювала завідувачем лабораторії станції переливання крові. Під час війни була евакуйована разом з родиною материного брата у  м. Смоленськ, потім у м.Тамбов.
У березні 1944 року Алла Борисівна разом з батьками переїжджає до звільненої від окупантів м.Вінниці і продовжує навчання у міській жіночій школі. 
Після школи Алла Борисівна вступила на психологічне відділення філософського факультету Ленінградського університету ім. А.О. Жданова. Отримала фахову підготовку (серед її учителів — професори Б.Г. Ананьєв, Г.О. Люблінська, В.М. М'ясищев, доценти О.Г.Ковальов, Т.Ю.Коннікова та інші яскраві представники ленінградської школи психологів). 
У 1950 році, після закінчення Ленінградського університету, Аллу Борисівну залишили в аспірантурі, у якій вона навчалась. Поєднувала дослідництво з практичною роботою у загальноосвітній школі № 379 м. Ленінграда. Викладала психологію і логіку. В 1954 році захистила кандидатську дисертацію «До питання про особливості утворення динамічного стереотипу у дітей (у зв'язку з різними типами нервової системи)». Далі за направленням 3 роки працювала у Фрунзенському жіночому педінституті. 
У 1957 році повернулась у м. Вінницю і розпочала трудову діяльність у Вінницькому державному педагогічному інституті ім. М. Островського (пізніше Вінницький державний педагогічний університет імені Михайла Коцюбинського).
Працювала на кафедрі педагогіки і психології, викладала педагогіку, психологію, історію педагогіки, психологію спорту. Пройшла спеціалізовані курси при Київському державному  університеті ім. Т. Г. Шевченка і розпочала викладати етику та естетику. 
Спільна науково-педагогічна діяльність Щерби А.Б. та Джоли Д.М. у Вінницькому державному педагогічному університеті імені Михайла Коцюбинського (майже 50 років) була надзвичайно плідною. Алла Борисівна 10 років успішно керувала факультетом учителів 1-4 класів. Розширила перелік спеціалізацій (музика і малювання). Підняла на високий рівень організацію студентського самоврядування. Ініціювала креативні форми позааудиторної естетико-виховної роботи зі студентами. Широко впроваджувались театралізовані форми студентської творчої діяльності. За оцінкою Міністерства освіти того часу, факультет очолив п'ятірку кращих в Україні. У 1970 р. нагороджена Президією Верховної Ради СРСР медаллю «За звитяжну працю». У 1968 - 1972 роках Щербо А. Б. була однією з організаторів створення музично-педагогічного факультету. 
У 1984 році А.Б. Щербо захистила докторську дисертацію «Формування у молодших школярів здібностей до художньо-естетичної діяльності». У 1987 році отримала наукове звання професора кафедри етики, естетики та наукового атеїзму. З 1993 по 1998 рік була членом спеціалізованої ради із захисту дисертацій при Національній академії Державної прикордонної служби України.
За визначенням ІЗМН МО України Щербо А. Б. створила вінницьку наукову школу естетичного виховання дітей та молоді (А. Б. Щербо, Д. М. Джола, Н. С. Вітковська, В. В. Візовська), якій належать численні дослідження з проблем морального та естетичного виховання молодого покоління. Видала 6 науково-методичних посібників, написала понад  200 статей, є укладачем численних збірників наукових статей (4 випуски збірника «Культура і вчитель») тощо.
Алла Борисівна Щербо пішла з життя 22.01.2016 року. Похована у м. Вінниця.

## Основні праці
- Щербо А. Б., Джола Д. М. Естетичне виховання учнів у початкових класах. — К.: Рад. школа, 1969. — 236 с.
- Щербо А. Б., Джола Д. М.   Форми і методи позакласної роботи з естетичного виховання учнів.  – К. Рад. школа, 1972. –165 с.
- Щербо А. Б. Актуальні проблеми естетичного виховання молодших школярів //  Поч. школа. — 1974.  – № 12. — С. 1- 8.
- Щербо А. Б., Джола Д. Н. Красота воспитывает человека. — К.: Рад. школа, I977. — 104 с.
- Щербо А. Б. Казка в духовному розвитку дітей // Поч.школа. –  1980. — № 12. — С. 18-23.
- Витковская Н. С., Щербо А. Б., Джола Д. Н. Формирование эстетической культуры младших школьников. — К.: Рад. школа, 1980. — 131 с.
- Витковская Н. С., Джола Д.Н., Щербо А. Б.  Формирование культуры поведения младших школьников. — К. : Рад. школа, 1988. — 143 с.
- Джола, Д. М., Щербо А. Б. Теорія i методика естетичного виховання школярів. — К. : Інститут змісту і методів навчання МО України, 1998.  – 390 с.

## Відзнаки
- Почесна Грамота МО УРСР (1967)
- Медаль «За доблесну працю» (1970)
- Почесна Грамота МО СРСР і Академії педагогічних наук СРСР (1982)
- Нагрудний знак «Відмінник  народної освіти УРСР»  (1982)
- Нагрудний знак «Відмінний прикордонник» 1 ступеня (1996)